# Tye, Texas
Tye là một thành phố thuộc quận Taylor, tiểu bang Texas, Hoa Kỳ. Năm 2010, dân số của xã này là 1242 người.

## Dân số
- Dân số năm 2000: 1158 người.
- Dân số năm 2010: 1242 người.